# Geel grasbeertje
Het geel grasbeertje (Coscinia striata, eerder geplaatst in geslacht Spiris) is een nachtvlinder uit de familie van de spinneruilen (Erebidae) en de onderfamilie van de beervlinders (Arctiinae). De spanwijdte bedraagt tussen de 30 en 35 millimeter.
De vlinder komt voor in heel Europa, Klein-Azië, Siberië en Zuidoost-Azië. In Nederland en België is de vlinder zeldzaam. De rups leeft van lage planten en grassen.
De vliegtijd van het geel beertje loopt van mei tot en met augustus.